# Liste der Biografien/Ferl
Liste der Biografien |
Portal Biografien |
Personensuche
# |
A |
B |
C |
D |
E |
F |
G |
H |
I |
J |
K |
L |
M |
N |
O |
P |
Q |
R |
S |
T |
U |
V |
W |
X |
Y |
Z |
?
 
Fa |
Fe |
Ff |
Fh |
Fi |
Fj |
Fk |
Fl |
Fm |
Fn |
Fo |
Fr |
Ft |
Fu |
Fy
 
Fea |
Feb |
Fec |
Fed |
Fee |
Fef |
Feg |
Feh |
Fei |
Fej |
Fek |
Fel |
Fem |
Fen |
Feo |
Fer |
Fes |
Fet |
Feu |
Fev |
Few |
Fey |
Fez
 
Fera |
Ferb |
Ferc |
Ferd |
Fere |
Ferf |
Ferg |
Ferh |
Feri |
Ferj |
Ferk |
Ferl |
Ferm |
Fern |
Fero |
Ferr |
Fers |
Fert |
Feru |
Ferv |
Ferw |
Fery |
Ferz
Die Liste der Biografien führt alle Personen auf, die in der deutschsprachigen Wikipedia einen Artikel haben. Dieses ist eine Teilliste mit 36 Einträgen von Personen, deren Namen mit den Buchstaben „Ferl“ beginnt.

## Ferl
- Ferl, Bodo (* 1963), deutscher Bobfahrer
- Ferl, Gustav (1890–1970), deutscher sozialdemokratischer Politiker, MdR
- Ferl, Uwe (* 1958), deutscher Fußballspieler und -trainer

### Ferla
- Ferla, Giuseppe (1859–1916), Schweizer Architekt
- Ferlaino, Francesca (* 1977), italienische Physikerin
- Ferlan, Rok (* 1997), slowenischer Leichtathlet
- Ferland, Albert (1872–1943), kanadischer Lyriker
- Ferland, Armand (1926–2021), kanadischer Militärmusiker, Klarinettist, Dirigent und Musikpädagoge
- Ferland, Guy (* 1966), US-amerikanischer Film- und Fernsehregisseur
- Ferland, Jean-Pierre (1934–2024), kanadischer Singer-Songwriter, Fernsehmoderator und Schauspieler
- Ferland, Jodelle (* 1994), kanadische SchauspielerinJodelle Ferland (* 1994)

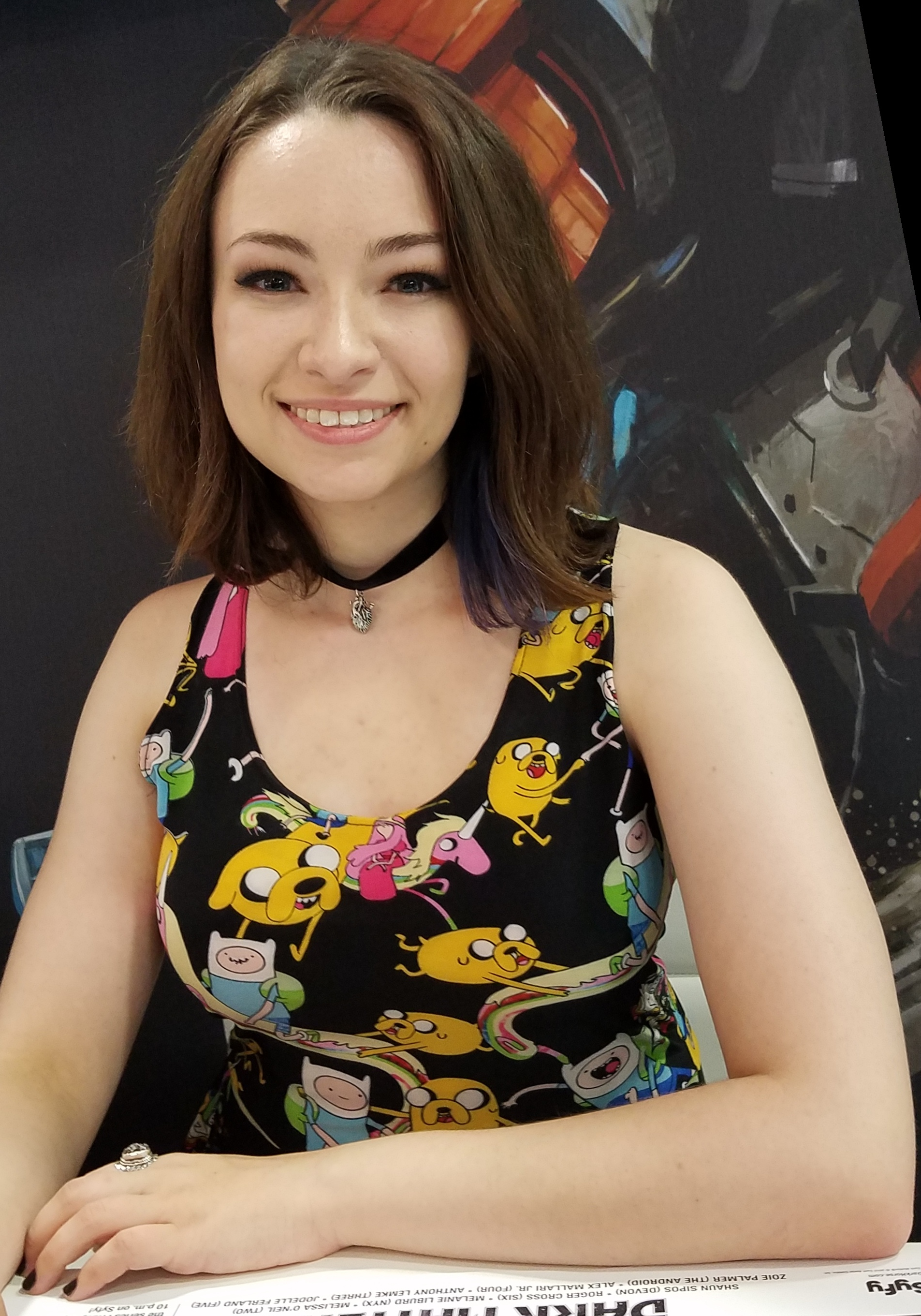
Jodelle Ferland (* 1994)

- Ferland, Jonathan (* 1983), kanadischer Eishockeyspieler
- Ferland, Micheal (* 1992), kanadischer Eishockeyspieler

### Ferle
- Ferle, Dagmar (* 1949), deutsche Geigerin und Malerin
- Ferlemann, Enak (* 1963), deutscher Politiker (CDU), MdB
- Ferlemann, Erwin (1930–2000), deutscher Gewerkschafter
- Ferlemann, Karl (1901–1945), deutscher Politiker (KPD)
- Ferlendis, Giuseppe (1755–1810), italienischer Oboist und Komponist
- Ferlenghi, Gianni (1931–2023), italienischer Radrennfahrer
- Ferlesch, Heinz (* 1971), österreichischer Chorleiter und Dirigent
- Ferlet, Édouard (* 1971), französischer Jazzpianist

### Ferli
- Ferlin, Hanna Augusta (1870–1947), schwedische Fotografin und Suffragette
- Ferlin, Klemen (* 1989), slowenischer Handballspieler
- Ferlin, Nils (1898–1961), schwedischer Dichter
- Ferlin, Pierre, französischer Ruderer
- Ferlinghetti, Lawrence (1919–2021), US-amerikanischer Dichter der Beat-Generation, Schriftsteller und Verleger
- Ferlings, Michael (* 1961), deutscher Badmintonspieler
- Ferlini, Giuseppe (1797–1870), italienischer Arzt und Abenteurer
- Ferlito, Carlotta (* 1995), italienische Kunstturnerin
- Ferlito, Giuseppe (* 1954), italienischer Filmregisseur und Drehbuchautor
- Ferlito, Vanessa (* 1980), US-amerikanische SchauspielerinVanessa Ferlito (* 1980)

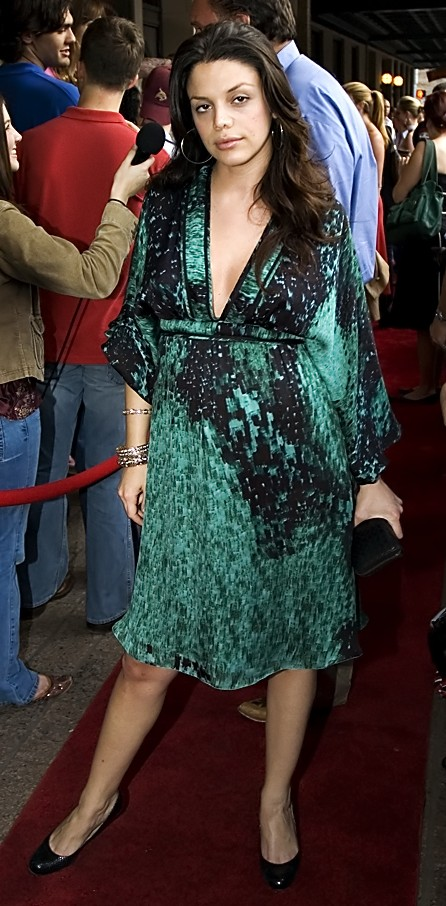
Vanessa Ferlito (* 1980)

- Ferlitsch, Hans (1890–1968), österreichischer Politiker (ÖVP), Abgeordneter zum Kärntner Landtag, Landesrat
- Ferlitsch, Hans (* 1946), österreichischer Politiker (SPÖ), Abgeordneter zum Kärntner Landtag, Mitglied des Bundesrates

### Ferlo
- Ferlo, Jim (1951–2022), US-amerikanischer Politiker
- Ferlov Mancoba, Sonja (1911–1984), dänische Malerin und Bildhauerin

### Ferlu
- Ferluga, Jadran (1920–2004), slowenischer Byzantinist